# Christian Engström (militär)
Carl Christian Engström, född den 19 juni 1827 i Västervik, död den 22 april 1916 i Stockholm, var en svensk sjöofficer och kanonbåtskonstruktör. Han var far till Carl Engström.

## Biografi
Engström blev sekundlöjtnant 1848, premiärlöjtnant 1857, kommendörkapten 1875 och kommendör 1884. Han blev överadjutant hos kung Oscar II 1885. Han var senare kontrollant vid Finspång, ledamot av artillerikommittén och tygmästare i Karlskrona. Engström invaldes som ledamot av Örlogsmannasällskapet 1859 (hedersledamot 1887) och av första klassen av Krigsvetenskapsakademien 1861. Han blev riddare av Nordstjärneorden 1869 och av Svärdsorden 1875 samt kommendör av första klassen av sistnämnda orden 1889. Engström vilar på Galärvarvskyrkogården i Stockholm.

## Kanonkonstruktion
Engström arbetade med att modernisera sjöartilleriet, särskilt kanonerna. Han konstruerade en 24 centimeters bakladdningskanon, uppfann ett nytt system för hämmande av rekyler och konstruerade en granatskjutande bataljonskanon, Carl XV:s kärrebyssa, vilken kan ses som urtypen för senare typers snabbskjutande fältkanoner.

## Svea kanal
På äldre dagar utarbetade Engström ett förslag till kanal mellan Östersjön och Västerhavet.